# Saluzzo Roosters
Maillots
Les Saluzzo Roosters (ou Coqs de Saluces en français) sont un club de rugby italien basé à Saluces dans le Piémont italien.Il s'agit d'un ancien club de rugby à XV, fondé en 2010, qui « passe au rugby à XIII » en 2015 et revient finalement à XV en 2019.
Ce club est le premier club italien de rugby à XIII de l’histoire à disputer un championnat étranger, plus précisément le Championnat de France. À ce titre, bien qu'il évolue à un niveau modeste, avec des clubs de la région PACA, il bénéficie d'une certaine médiatisation qui lui confère une notoriété au sein de la communauté treiziste internationale. Une notoriété qui, fin des années 2010, va au-delà de sa valeur sportive. Ainsi, la fédération européenne de rugby à XIII communique régulièrement sur la vie du club.
En 2019, le club annonce son passage à nouveau au rugby à XV.

## Histoire
D'abord « quinziste » à sa création, en 2010, jusqu'à 2015, date à laquelle il décide de « passer à XIII », le club de Saluces devient le premier club étranger à intégrer un championnat étranger.
Ainsi, l'équipe première du club évolue dans le championnat de France de rugby à XIII de Division Nationale 2 depuis 2016. Le premier adversaire de son histoire étant l'équipe de Caumont.
L'équipe poursuit son apprentissage dans le championnat français, mais également en disputant des test-matchs contre d'autres équipes européennes comme celle d'Edimbourg qu'elle rencontre en 2018 (défaite 44 à 4).
Le club remporte sa première victoire à l’extérieur dans le championnat français le 18 novembre 2018; il bat en effet Vedène, un club français, sur le score de 36 à 16.
Depuis cette date, le club aura battu, courant 2019, les équipes de Vedène, Saint-Estève, Pamiers et de Montpellier.
Le club ambitionne de jouer en division nationale, mais il ne peut compter que sur des moyens financiers limités. En effet, la ville de Saluces ne lui accorde aucune subvention, et le club doit partager le terrain qu'il loue avec des clubs de football. Les ressources proviennent essentiellement de sponsors privés.
En 2019, le club forme des jeunes sans pouvoir toutefois créer encore des équipes par catégorie d'âge. Il annonce à l'automne 2019 sur les réseaux sociaux, son passage au rugby à XV. Les Lignano Sharks demeurent alors la seule équipe italienne « treiziste » disputant un championnat majeur : la Balkan Super League.

## Joueurs emblématiques
Mirco Bergamasco et Gioele Celerino sont incontestablement les figures du club qui ont contribué à le faire connaitre. Ses deux joueurs ont porté les couleurs de l'équipe d'Italie. Ils s'illustrent notamment lors de l'unique victoire du club au cours de la saison 2016-2017 ; sous une pluie battante, les Coqs prennent le dessus sur Saint-Martin de Crau en  battant les provençaux 26 à 16.
Mais le club accueille également des joueurs au profil assez original. C'est le cas de Luis Iollo, joueur également de rugby à XV , qui est d'origine colombienne. Celui-ci jouant dans un club à Milan, il doit parcourir trois heures et demie de route pour venir aux entrainements. En 2019, le club dispose également d'un arrière australien, Brandon Kadel.

## Saisons en Championnat de France
À l'issue de la saison 2016/2017, le club termine dernier du classement
| Pos | Équipe                | J | G | N | P | PF  | PC  | Diff | Pts |
| --- | --------------------- | - | - | - | - | --- | --- | ---- | --- |
| 1   | Marseille Avenir      | 8 | 6 | 0 | 2 | 350 | 184 | +166 | 18  |
| 2   | Racing Club Caumont 2 | 8 | 5 | 0 | 3 | 244 | 142 | +102 | 15  |
| 3   | RC Carpentras 2       | 8 | 5 | 0 | 3 | 282 | 196 | +86  | 14  |
| 4   | Saint-Martin 2        | 8 | 3 | 0 | 5 | 202 | 240 | -38  | 8   |
| 5   | Saluzzo Roosters      | 8 | 1 | 0 | 7 | 106 | 422 | -316 | 3   |

## Parcours en coupe de France
En 2018, le club est battu en Coupe Lord Derby par l'équipe d'Entraigues sur le score de 70 à 00.
En coupe de France 2019, le club commence ses éliminatoires (1er tour)  en rencontrant l'équipe de Cheval-Blanc, mais perd sur le score de 6-16.

## Engagements du club
Le club s'engage contre les violences faites aux femmes, en participant à différentes actions dans la région de Saluces.